# Eurema amelia
Eurema amelia is een vlindersoort uit de familie van de Pieridae (witjes), onderfamilie Coliadinae.
Eurema amelia werd in 1852 beschreven door Poey.